# Caliphaea
Caliphaea is een geslacht van libellen (Odonata) uit de familie van de beekjuffers (Calopterygidae).

## Soorten
Caliphaea omvat 5 soorten:
- Caliphaea angka Hämäläinen, 2003
- Caliphaea confusa Hagen in Selys, 1859
- Caliphaea consimilis McLachlan, 1894
- Caliphaea nitens Navás, 1934
- Caliphaea thailandica Asahina, 1976